# Johannes Lamparter
Johannes Lamparter, född 8 november 2001, är en österrikisk utövare av nordisk kombination. Vid världsmästerskapen i nordisk skidsport 2021 i Oberstdorf blev han världsmästare i stor backe + 10 km. Bara några veckor tidigare blev han juniorvärldsmästare i normalbacke + 10 km, vilket var hans fjärde JVM-guld i karriären.